# Stora Kvarnevattnet (vid Utby Lång)
Stora Kvarnevattnet är en sjö i Lilla Edets kommun i Bohuslän och ingår i Göta älvs huvudavrinningsområde. Sjön är 13 meter djup, har en yta på 0,0611 kvadratkilometer och befinner sig 89,5 meter över havet.

## Delavrinningsområde
Stora Kvarnevattnet ingår i det delavrinningsområde (646167-128693) som SMHI kallar för Ovan VDRID = Slumpån i Göta älvs vattendragsyta. Medelhöjden är 64 meter över havet och ytan är 28,22 kvadratkilometer. Räknas de 3103 avrinningsområdena uppströms in blir den ackumulerade arean 47 036,44 kvadratkilometer. Avrinningsområdets utflöde Göta älv (Röa) mynnar i havet. Avrinningsområdet består mestadels av skog (56 %), öppen mark (14 %) och jordbruk (23 %). Avrinningsområdet har 1,44 kvadratkilometer vattenytor vilket ger det en sjöprocent på 5,1 %.